# بيتر تومسون (لاعب كرة قدم)
بيتر تومسون (بالإنجليزية: Peter Thomson)‏ (30 يونيو 1977 في المملكة المتحدة - ) هو لاعب كرة قدم بريطاني في مركز الهجوم. لعب مع روشدين ودايموندز ونادي بوري ونادي ساوثبورت ونادي لوتون تاون وناك بريدا ونادي اتحاد مانشستر ونادي تشورلي وستافورد رينجرز وLancaster City F.C. ‏ ونادي بارو ونادي ألترينتشام ونادي موركامب.

## وصلات خارجية
- بيتر تومسون على موقع Soccerbase.com (لاعب) (الإنجليزية)